# Elminia
Elminia é um género de pássaro da família Stenostiridae.

## Espécies
- Elminia albicauda Bocage, 1877
- Elminia albiventris (Sjostedt, 1893)
- Elminia albonotata (Sharpe,  189)
- Elminia longicauda (Swainson, 1838)
- Elminia nigromitrata (Reichenow, 1874)